# 科恩 (英国)
科恩（/koʊn/）是英格蘭的一個城鎮，位於英格蘭西北部蘭開夏郡彭德爾區。據2011年人口普查，科恩有人口18,806人。